# 內容分級

露骨内容标记

内容评级（content rating）也称內容分級（maturity rating），是指有關機構对电视節目、电影、漫画书或电子游戏就不同的受众进行分類。通常有關機構會設定不同的年齡級別，不同的年齡能觀看和遊玩的影視、遊戲等內容也不同。影視、遊戲等也根據自身的內容被歸入不同的年齡評級。

## 影视

### 电影

#### 美国

##### 主要分级

###### G级
G级，又称为“大众级”，适合全年龄段人群观看，没有裸体、性爱场面和极少的暴力、吸毒场面。

###### PG级
PG级，又称“普通辅导级”。鉴于某些镜头会引起儿童的不适，建议儿童在父母陪同下观看。该级电影中有极少量的性爱、吸毒和裸体场面，以及不超出适度范围的暴力场面。

###### PG-13级
PG-13级，又称“特别辅导级”。不适于13岁以下儿童，其中一些内容对儿童很不适宜，因此13岁以下儿童必须由父母陪同观看。该级电影没有持续暴力镜头，一般没有裸体镜头，偶尔有吸毒镜头和脏话。

###### R级
R级，又称“限制级”。17岁以下的未成年人必须由父母或者监护人陪伴才能观看。R级电影里面有较多的性爱、暴力、吸毒等场面和脏话等成人内容。

###### NC-17级
NC-17级电影的限制比R级更严格，17岁及以下的未成年人禁止观看。NC-17级影片有性爱场面、吸毒、暴力等镜头。

##### 特殊分级
NR 级和 U 级是没有定级的电影，U 级仅适用于 1968 年之前制作的影片；M 级、X 级和 P 级影片基本上不适合在主要影院上映，均为限制级影片。

## 图书

### 漫画
- 漫画准则管理局

## 互联网

### 网站
- 内容控制软件
  - 互联网内容评级协会（英语：Internet Content Rating Association）
  - 倡导儿童保护的网站协会（英语：Association of Sites Advocating Child Protection） – RTA“仅限成人”标签
  - 网络观察基金会 – 维护网站黑名单